# Соль-Илецк
Соль-Иле́цк — курортный город в Оренбургской области России, административный центр Соль-Илецкого городского округа.
Население 26 149 человек (2021).

## География
Город расположен вблизи реки Илек (приток Урала), в 58 км от областного центра города Оренбурга, недалеко от границы с Казахстаном. Через город проходит федеральная автодорога Р239 Казань — Оренбург — Акбулак — граница с Республикой Казахстан. В городе имеются солёные и грязевые озёра.

## Этимология
Современное название Соль-Илецка состоит из двух частей, где первая часть происходит от названия минерала, добываемого в городе, а вторая часть происходит от реки Илек, протекающей вблизи населенного пункта. Гидроним Илек имеет несколько версий тюркского происхождения. Наиболее доказательная — сопоставление с башкирским словом илек, татарским илик, казахским, киргизским и чагатайским елик — «дикая коза, косуля». Так топоним илек распространен в названиях водных объектов, сёл и объектах рельефа в Башкортостане, среди которых: Илек и Илекей («Косуля»), Илектау, Илектетау и Илекты («Гора косуль»). Такое же название носит протекающая в Республике река, левый приток реки Юрюзань. Башкиры словом илек называли диких коз, которые обитают в лесных и горных местностях Башкортостана. В степных же просторах, особенно к югу от Урала и Илека, водилось множество сайгаков, которых башкиры, кочевавшие в этих местах в течение длительного времени, тоже называли словом «илек» («коза, степная коза»). Термин сайгак (сайга) был введён в научный оборот сравнительно недавно.

## История
Разработка илецких соляных копей на месте будущего поселения началась с XVI века, то есть ещё ранее чем на этом месте возникло поселение и задолго до появления здесь крепости. В первой половине XVII века на месте нынешнего Соль-Илецка возникает поселение для обслуживания близлежащих соляных копей, край заселяют яицкие казаки и соледобытчики. С 1744 года копи «взяты в казну» (то есть стали объектом в государственной собственности, госпредприятием), здесь были построены правительственные магазины (склады) для хранения добываемой соли. Для обеспечения промыслов рабочей силой сюда начинают массово завозить ссыльных, которые обслуживали солеломни до 1849 года, после чего были записаны в «горнозаводских».
В 1754 году для защиты посёлка от кочевников была построена деревянная крепость Илецкая Защита.
1773 году появился илецкий острог, позднее ставшей колонией особого режима «Чёрный дельфин».
18 февраля 1774 года крепость была взята штурмом Хлопушей, соратником Емельяна Пугачёва. В крепости восставшие пополнили свой отряд солдатами и казаками гарнизона, а также каторжанами с соляных промыслов.
В 1824 году Илецкую Защиту посетил Александр I. Станица Илецкая входила в 1-й Уральский военный отдел Уральского казачьего войска
По состоянию на 1859 год в городе имеются:
- 2 православные церкви,
- магометанская мечеть,
- почтовая станция,
- богадельня,
- конный двор,
- горная школа,
- аптека,
- больница.

В крепости, кроме всего прочего, расположены градообразующее предприятие, включающее в себя:
- соляные разработки,
- соляные склады.

В ведении правления соляных промыслов:
- особая полиция,
- лаборатория.

В 1865 году поселению были присвоены статус города и имя Илецк Оренбургского уезда, в 1926 году город стал посёлком городского типа Илецкое, а в 1935 году стал опять называться Илецкая Защита. В 1945 году посёлок был снова преобразован в город и получил современное название Соль-Илецк.
В последнюю субботу августа отмечаются день города на городской площади и день шахтёра на Соленке.

## Население
| 1897    | 1931    | 1939    | 1959    | 1967    | 1970    | 1979    | 1989    |
| ------- | ------- | ------- | ------- | ------- | ------- | ------- | ------- |
| 11 800  | ↘11 100 | ↗15 000 | ↗21 614 | ↗23 000 | ↘22 277 | ↘21 674 | ↗23 836 |
| 1992    | 1996    | 1998    | 2001    | 2002    | 2003    | 2004    | 2005    |
| ↘23 600 | ↘23 500 | ↗23 800 | ↘23 700 | ↗26 883 | ↗26 900 | ↘26 500 | ↘26 300 |
| 2006    | 2007    | 2008    | 2009    | 2010    | 2011    | 2012    | 2013    |
| ↘26 000 | →26 000 | ↗26 500 | ↘26 380 | ↗28 377 | ↗28 400 | ↘27 978 | ↘27 748 |
| 2014    | 2015    | 2016    | 2017    | 2018    | 2019    | 2020    | 2021    |
| ↘27 338 | ↘27 279 | ↗27 306 | ↘27 189 | ↘27 085 | ↘26 978 | ↘26 923 | ↘26 149 |

На 1 января 2025 года по численности населения город находился на 558-м месте из 1124 городов Российской Федерации.

## Образование
Средние общеобразовательные учреждения — №№ 1—7, № 13 и «Лицей Соль-Илецкого городского округа».

## Климат
Климат засушливый, резко континентальный.
| Показатель                    | Янв.  | Фев.  | Март  | Апр. | Май  | Июнь | Июль | Авг. | Сен. | Окт. | Нояб. | Дек.  | Год  |
| ----------------------------- | ----- | ----- | ----- | ---- | ---- | ---- | ---- | ---- | ---- | ---- | ----- | ----- | ---- |
| Средний суточный максимум, °C | −9,5  | −8,5  | −1,6  | 13   | 22,6 | 27,2 | 29,3 | 27,6 | 21   | 10,1 | 0,3   | −5,8  | 10,5 |
| Средняя температура, °C       | −11   | −10,2 | −4,3  | 7,9  | 16,1 | 21,5 | 23,5 | 22,4 | 14,9 | 6,3  | −2,4  | −7,9  | 7,2  |
| Средний суточный минимум, °C  | −17,7 | −17,7 | −10,5 | 1,4  | 8,6  | 13,4 | 15,8 | 13,6 | 7,8  | 0,4  | −6,5  | −13,3 | 0    |
| Норма осадков, мм             | 27    | 19    | 18    | 23   | 25   | 36   | 34   | 26   | 28   | 32   | 32    | 31    | 328  |

## Экономика
- Машиностроительный завод ООО «СИМЗ» (производство и выпуск кормоуборочной сельхозтехники и полуприцепов).
- Предприятия по ремонту сельскохозяйственной техники.
- Соледобывающее предприятие ООО «Руссоль».
- Элеватор.
- Птицефабрика ОАО "СПУТНИК"
- В городе имеется Областная Соль-Илецкая больница восстановительного лечения.
- В городе находится ФКУ ИК-6 УФСИН России по Оренбургской области «Чёрный дельфин» — одно из десяти исправительных учреждений для осужденных к пожизненному заключению в России.
- В городе находится узловая железнодорожная станция Илецк-1, с российским железнодорожным пунктом пропуска через границу, обслуживающим граждан всех стран мира. Станция, расположенная на территории России, как объект хозяйствования юридически принадлежит Казахстану. Ранее станция принадлежала Рязано-Уральской железной дороге, затем Оренбургской и Южно-Уральской дорогам.
- Соль-Илецкий район является крупнейшим производителем в Оренбургской области продовольственных бахчевых культур[31].

## Достопримечательности
- Солёные озёра Развал, Тузлучное, Голодные Воронки, Дунино, Новое, Малое Городское и Большое Городское — популярное место лечения и самолечения.
- Парк Победы.
- Парк Персиянова.

## Персоналии
- Карола Неер — немецкая актриса, погибла в Соль-Илецке в заключении в 1942 году.
- Пётр Рычков — русский чиновник, географ и краевед, первый член-корреспондент Российской Академии наук. В конце жизни Рычков был «главным правителем оренбургских соляных дел».
- Курман Лепесов — киргизский князь, глава племени саяков, один из предводителей восстания 1916 года в Средней Азии. Погиб в 1926 году в пересыльной тюрьме в Соль-Илецке во время этапирования в УкрССР по обвинению в контрреволюционной деятельности.

## Средства массовой информации
- Местная газета «Илецкая защита».
- Федеральные телеканалы — «Первый канал», «Россия 1» (ГТРК Оренбург), «Россия К», «ОРТ-Планета».
- Цифровое эфирное телевидение в стандарте DVB-T2 — первый и второй мультиплексы.
- Федеральное радио «Новое радио» (91,6 FM), «Планета FM» (100,3 FM), «NRJ» (102,7 FM), «Радио России» («ГТРК Оренбург», 104,6 и 106,0 FM), «Дорожное радио» (105,1 FM), «Европа Плюс» (107,0 FM), «Радио Дача» (107,4 FM), «Авторадио» (107,9 FM).